# Escanaba
Escanaba est une ville située dans l’État américain du Michigan, située sur la péninsule supérieure de l'État. Sa population (2010) est 12 616. Elle est le siège du comté de Delta. 